# Rio Amanã
Rio Amanã är ett vattendrag i Brasilien.   Det ligger i delstaten Amazonas, i den centrala delen av landet, 1 600 km nordväst om huvudstaden Brasília.
I omgivningarna runt Rio Amanã växer i huvudsak städsegrön lövskog. Trakten runt Rio Amanã är nära nog obefolkad, med mindre än två invånare per kvadratkilometer.